# Hafenkontrollturm

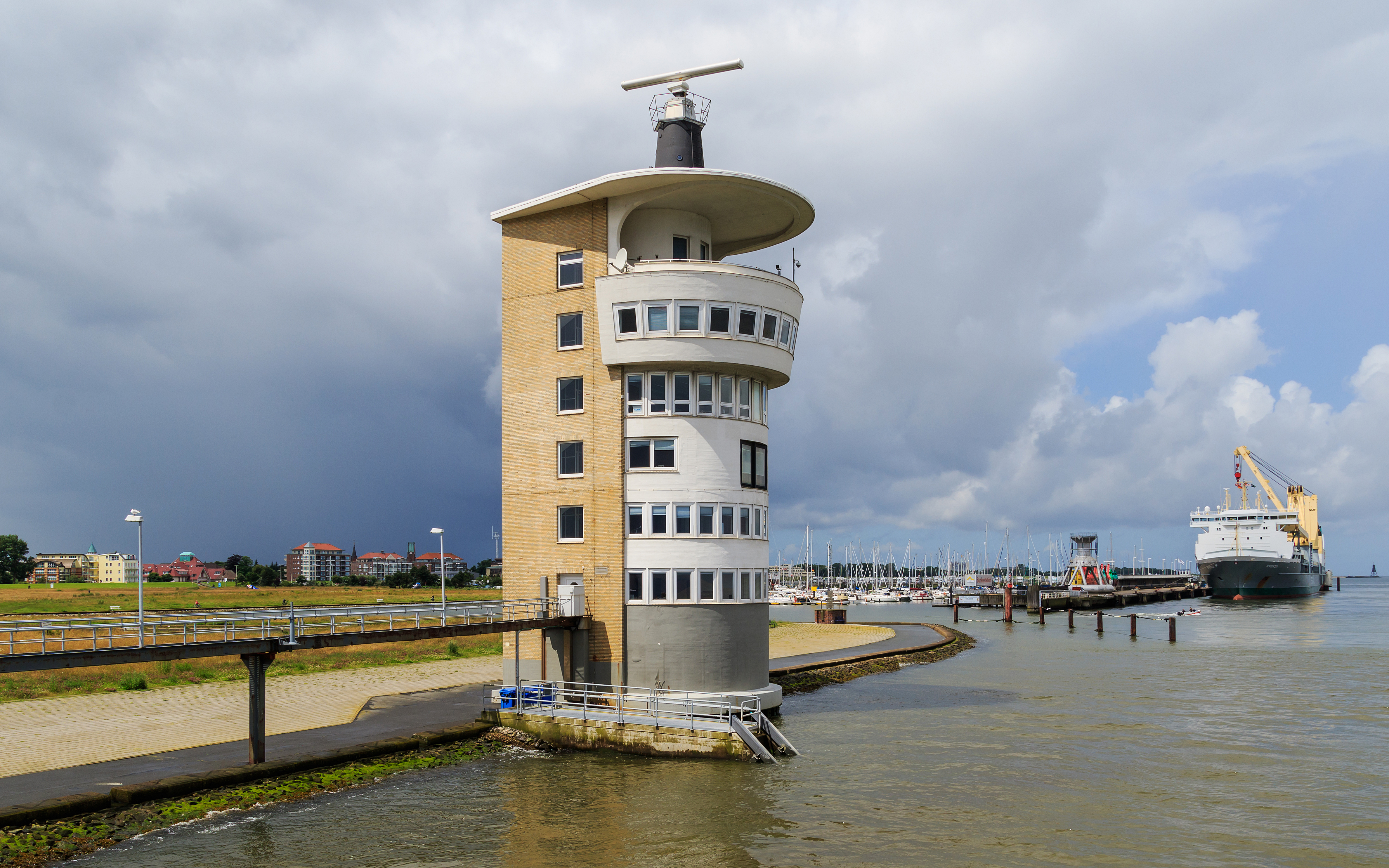
Hafenkontrollturm in Cuxhaven

Ein Hafenkontrollturm ist ein Turm zur Kontrolle des Schiffsverkehrs bei einem größeren Hafen. 
Er ist im Regelfall an einer Stelle errichtet, wo man den Hafen möglichst gut überblicken kann. Hafenkontrolltürme sind auch mit Radar und Funkanlagen ausgestattet, um den an- und abfahrenden Schiffen die nötigen Instruktionen geben zu können.